# Ronceray-Glonnières
Le quartier de Ronceray-Glonnières se situe dans la ville du Mans, au sein des quartiers Sud. Il dépend du secteur sud-est de la ville. Il est peuplé de 6 112 habitants en 2018.

## Entités
Géographiquement, il se sépare en plusieurs parties. L'ensemble a d'abord été classé comme zone de redynamisation urbaine en 1996, avant de devenir une zone urbaine sensible puis un quartier prioritaire en 2015. Le quartier peut être séparé en trois à quatre entités distinctes : Le Maroc, Le Ronceray, la cité des Pins et les Glonnières, l'un au nord et l'autre à l'extrémité ouest de l'avenue Georges Durand. Le Ronceray proprement dit, est à l'est de l'avenue Georges Durand. Ces quartiers se situent en marge de la rocade intérieure sud : l'ancienne RN138 ou rocade du Mans qui passe un peu plus au nord. la rocade dite extérieure ou déviation sud, qui n'est autre que l'ancienne RN23, passe au Sud. Le quartier des Glonnières a fêté ses 50 ans en octobre 2008.

## Histoire

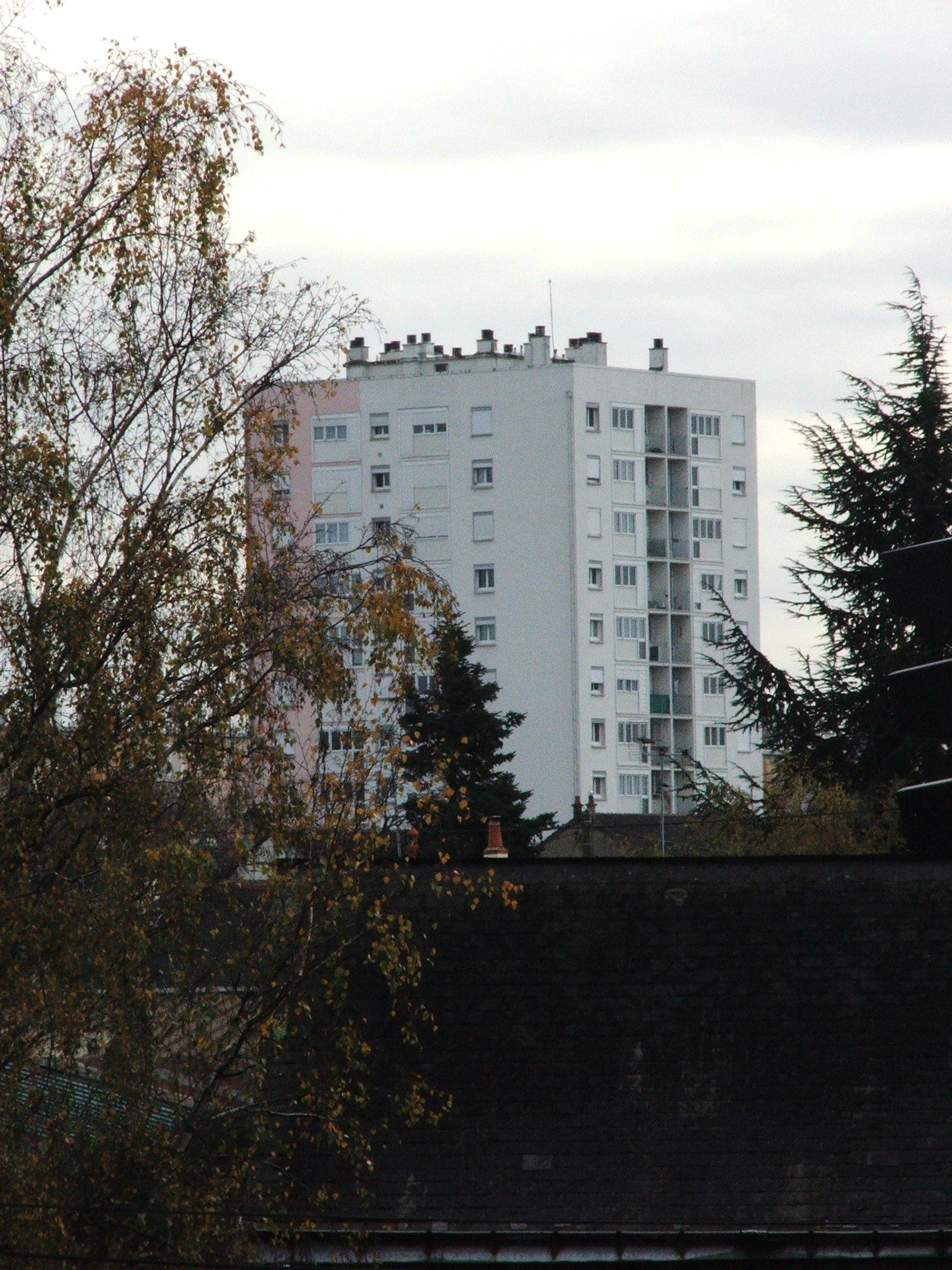
Une tour de la cité des Glonniéres

Dès l'occupation Gallo-romaine, les habitants récupéraient l'oxyde de fer dans le ruisseau de la Ruille, aujourd'hui l'Huisne. L'avenue Georges Durand, alors nommée via Luedunensis était en ce temps, encombrée de chars à bœufs transportant les récoltes du sud au marché du Mans. Le quartier fut à l'origine la paroisse mancelle de Sainte-Thérèse, située sur un vaste plateau qui occupait une bonne partie du sud du Mans. La période de population du quartier commence dès le premier quart du XXe siècle avec l'arrivée du dépôt vapeur des chemins de fer de l'Ouest, devenant par la suite la Gare de Triage du Mans. Avec l'installation des cheminots, l'église de la Sainte-Famille fait son apparition. Elle est construite en 1920 à l'endroit même de l'ancien hangar ayant servi à Wilbur Wright lors des essais du Flyer au Mans. Dans les années 1930, la partie est du quartier se développe avec la partie dite « du Maroc ». C'est la construction de nombreuses maisons à ossature métallique qui seront détruites après la Seconde Guerre mondiale. Entre 1934 et 1936, la cité des pins est créée. C'est le premier ensemble de logement HLM sortant de terre au Mans se trouvant à l'extrémité sud de la ville. Cette création répond aux besoins des cadres des usines du sud de la ville. Puis, l'expansion est commerciale et industrielle autour de l'avenue Geneslay se continuant vers Angers et Nantes. Un château d'eau est construit en 1936 au Maroc.  

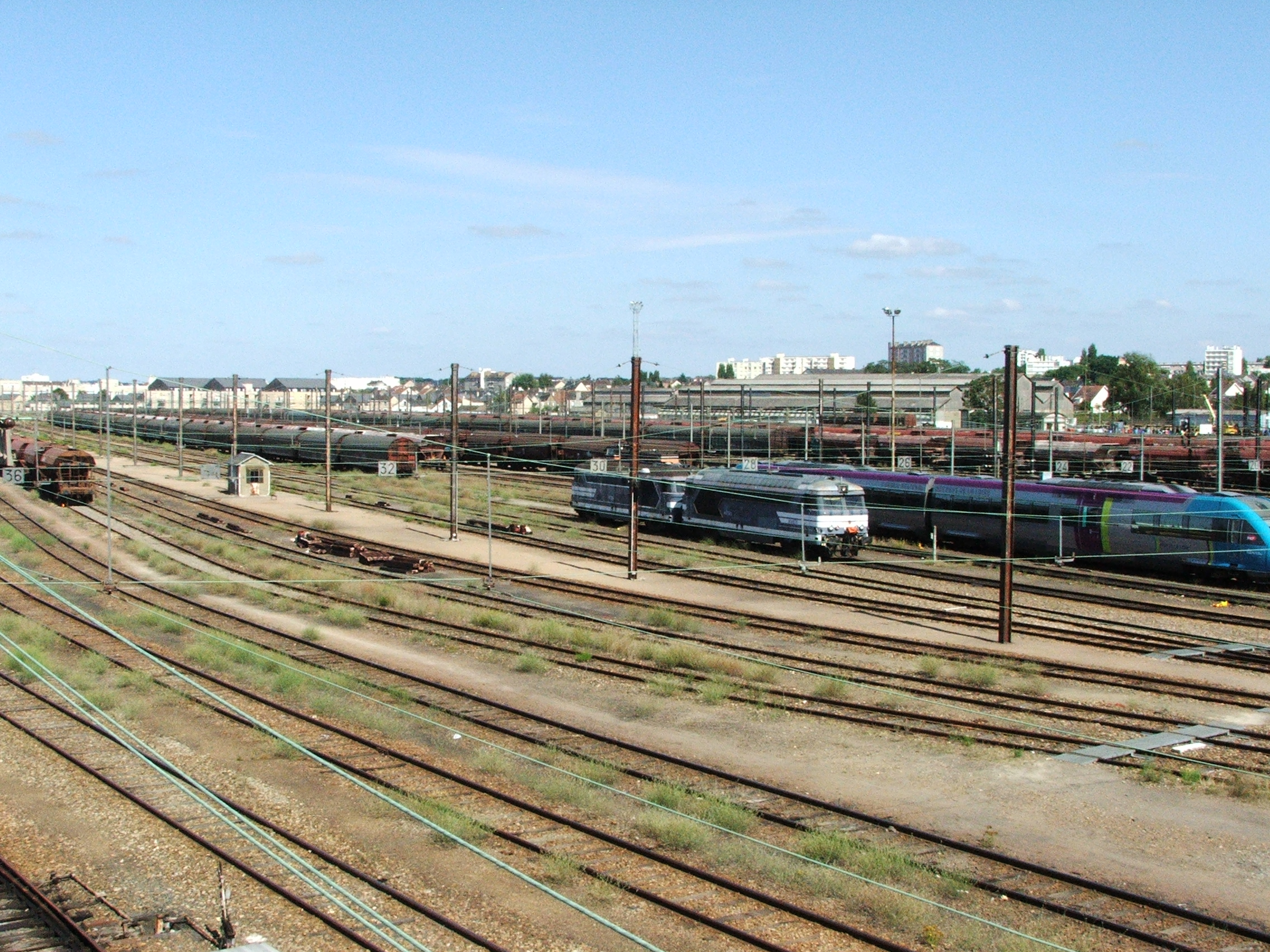
Gare de Triage, le quartier en arrière-plan

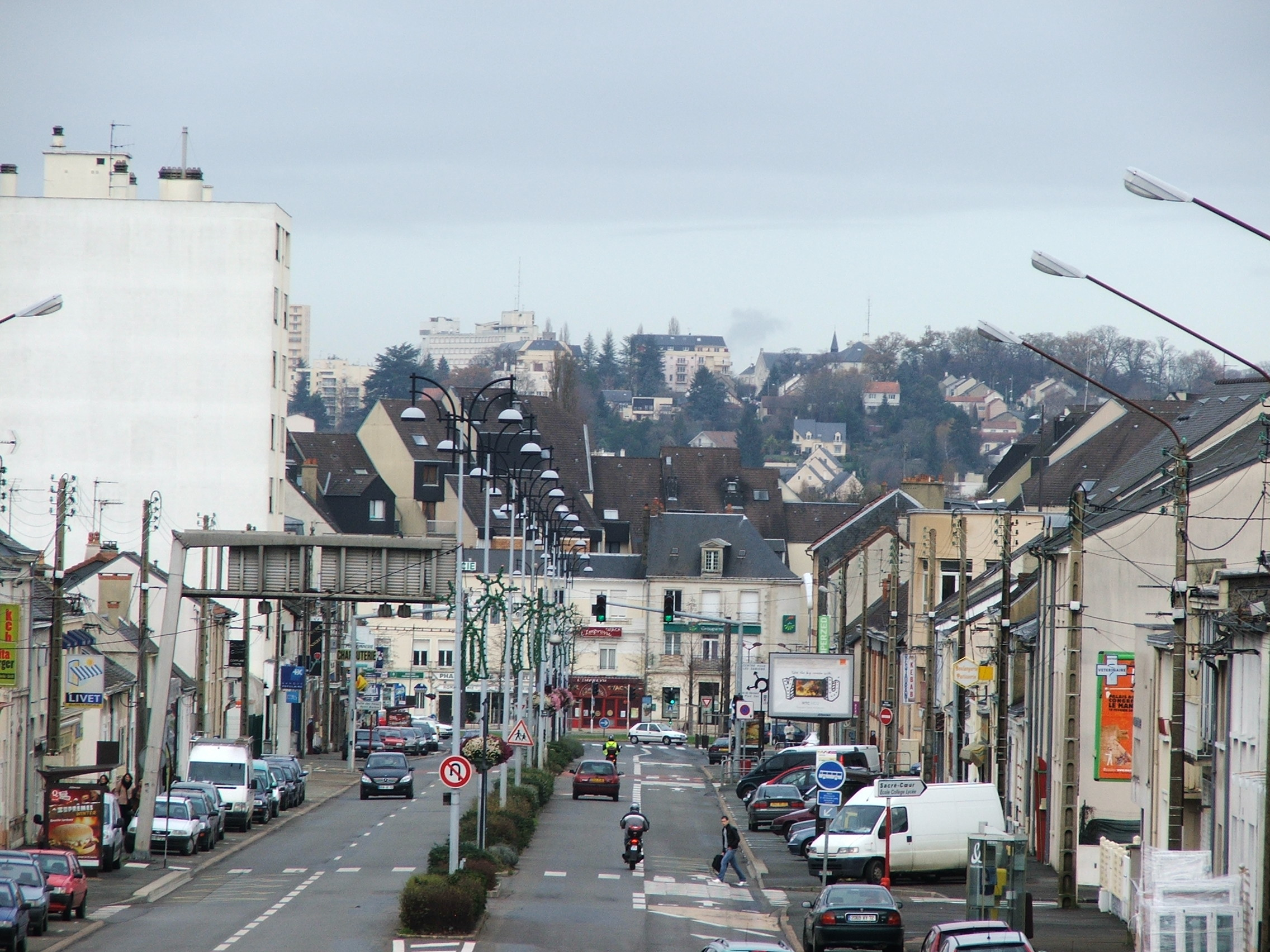
L'avenue Felix Geneslay

La Seconde Guerre mondiale met fin à cet élan. Deux raisons sont en cause: la présence d'une part de la gare de triage à l'est, et la présence au sud de l'ancien aérodrome des Raineries, tous deux points militaires stratégiques, massivement bombardés. En 1954, on bâtit l'église Sainte-Thérèse sur le boulevard de la Fresnellerie. Le financement provient presque entièrement du diocèse de Paderborn. L'église est de type moderniste et comporte 1100 places assises. Les vitraux sont réalisés par le maître verrier Max Ingrand. Entre les avenues Georges-Durand et Geneslay, on construit de grandes tours de 1956 à 1959 : c'est la naissance de la cité des Glonnières. Les statistiques pour l'époque sont impressionnantes, la nouvelle cité accueille 1900 logements soit pas moins de 6500 habitants. Au plus des 3/4, les habitants sont des ouvriers. Pendant ce temps, le quartier du Ronceray devient majoritairement celui des retraités. Le quartier des Raineries est lancé bien plus tard. Il répond davantage à un besoin moderne regroupant notamment le parc des expositions au sud (plus l'aéroport de l'autre côté du périphérique sud) et est clos à l'est par le cimetière sud. Les immeubles seront de hauteur beaucoup plus limitée comparé aux réalisations des Glonnières. 
Dès 1970, les logements deviennent de plus en plus insalubres et en 1977 la CUM engage une opération de réhabilitation, concernant la partie Ronceray-Glonnières. Le 6 novembre 1978, le coût total des travaux tombe : la ville dépensera 141 millions de francs pour la réhabilitation complète. Commencés en 1980, les travaux sont achevés en 1982. Dans les années 1980, on construit la cité du Petit-Vert-Galant au bout du boulevard du Panorama et de la zone industrielle des Glonnières. Le complexe d'habitat comprend 199 logements, achevés en mai 1981. L'accent sera porté sur l'aménagement pour la jeunesse avec beaucoup d'aires de jeu dont des terrains dédiés au skateboard ou au tennis. En 1980 également, on crée la maison de quartier des Ronceray-Glonnières. De 1981 à 1983, on réalise des travaux pour améliorer les espaces verts. Résultat : 5 hectares d'aires de jeux sont notamment aménagés.

## Géographie
|          | Pontlieue          |            |
| Zi Sud 2 | Ronceray           | Californie |
|          | Antarès-Technoparc |            |

Lune de Pontlieue

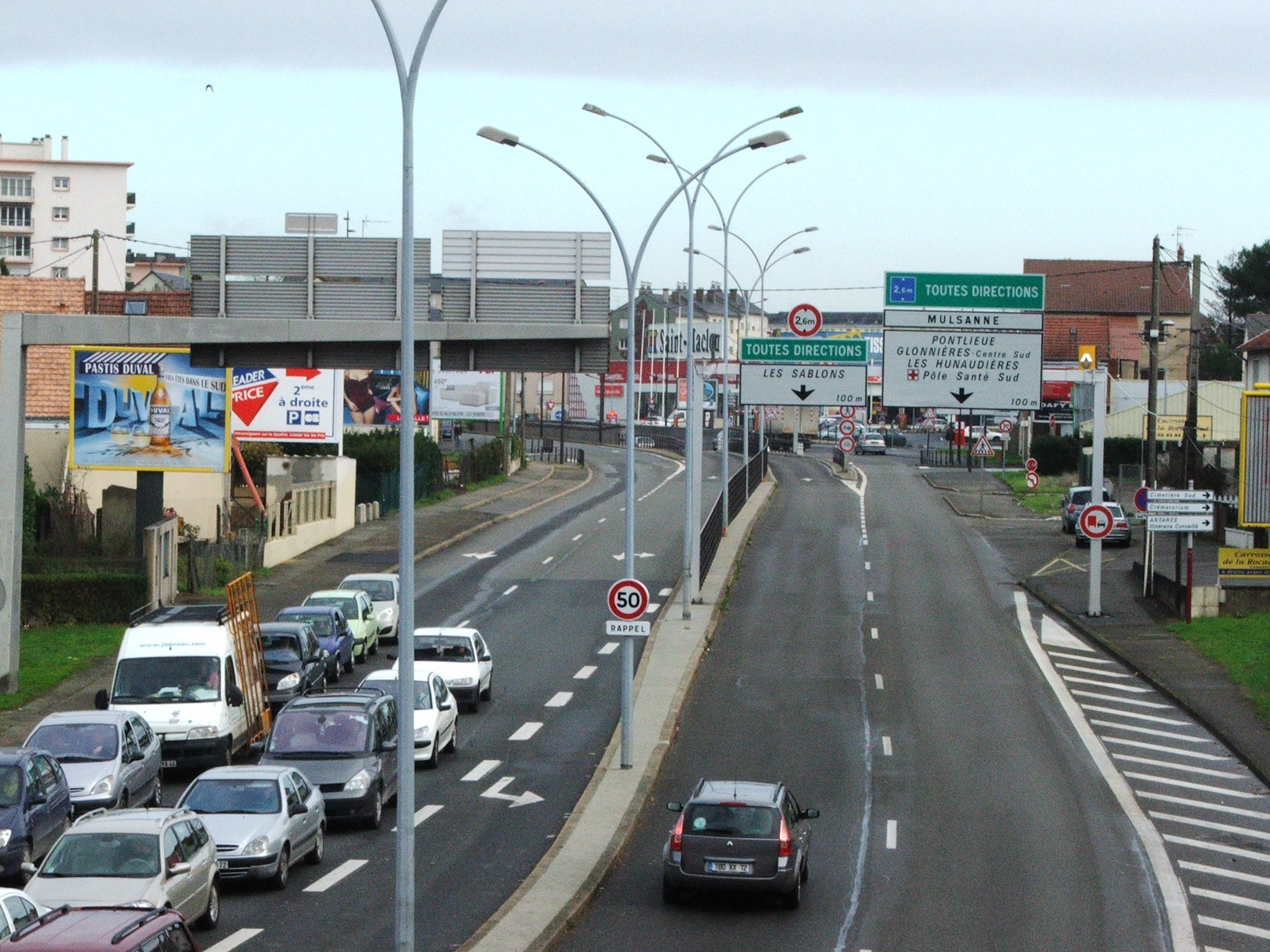
Rocade urbaine traversant les Glonnières

À l'Ouest, se trouve la zone industrielle Sud. Au sud, se trouvent le Pôle Santé Sud, l'aéroport Le Mans-Arnage, le périphérique sud et le quartier du Technoparc. Au nord, les différentes voies des quartiers Zi Sud 1 et 2, Ronceray-Glonnières et Californie se croisent à Pontlieue. La rocade sud traverse le quartier et rejoint les zones industrielles aux quartiers Sablons puis Bollée. Historiquement, les grandes tours ont été créées au milieu des années 60, alors que l'expansion touchait grandement le sud du Mans ; aussi bien le quartier des Sablons que celui de la Californie. Le Ronceray dispose d'une MJC et d'un ensemble scolaire dédié avec des terrains de football et autres enceintes d'activités. La MJC du Ronceray est un lieu de représentation artistique autant pour les expositions, que pour des manifestations culturelles en tout genre. Au centre du quartier, se trouve l'église Sainte-Thérèse.

## Espaces verts
Côté espaces verts, deux squares existent : les squares Hélène Boucher et Clément Ader. Le lycée professionnel Hélène Boucher est également dans cette partie de la ville.